# 神华国华国际电力股份有限公司北京热电分公司

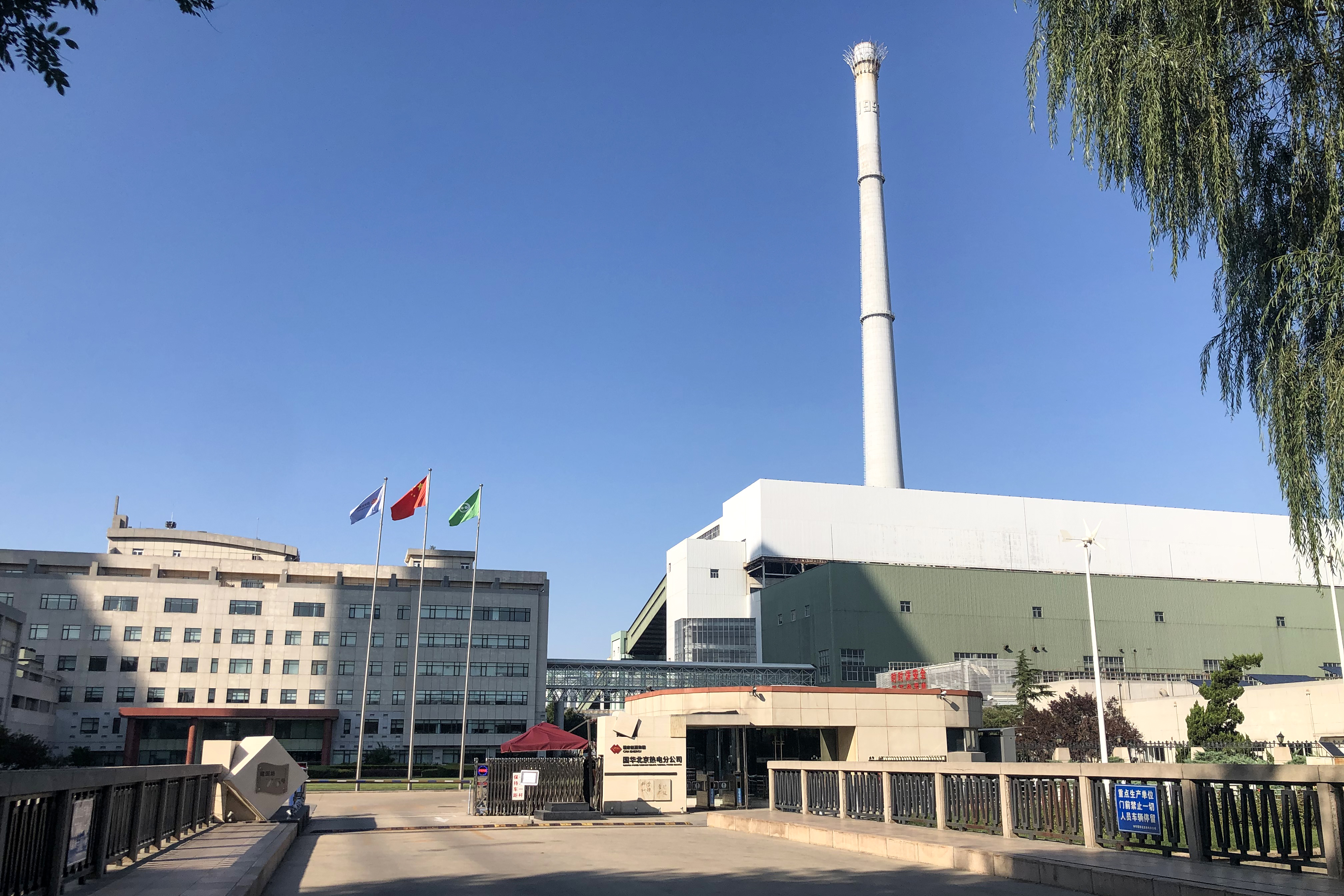
国华北京电力分公司（2020年9月）

神华国华国际电力股份有限公司北京热电分公司隶属于神华集团国华电力公司，位于北京市朝阳区建国路，前身为北京第一热电厂。

## 历史
北京第一热电厂是中华人民共和国成立后在首都北京建设的首家电厂，1958年投产发电。1996年，该厂实施了以大代小“技改工程”。1999年，该厂由华北电力局划归国华电力公司，经资产重组以及机构改革，成了现代化热电联产企业。

## 业务
该公司负责为华北电网供电，为北京市大约1/5的集中供热区域供热，为北京市东部提供工业用汽，服务对象包括天安门以东的中央机关及部委、使馆区、外交公寓、企业及居民区。